# مرشد سلامة البضائع الخطرة
مرشد سلامة البضائع الخطرة (DGSA) هو مستشار أو مالك أو موظف لِمؤسسة معين من قبل مؤسسة تقوم بنقل البضائع الخطرة أو تحميلها أو تفريغها في الاتحاد الأوروبي ودول أخرى. وهذا يشمل 48 دولة: ألبانيا، أندورا، النمسا، أذربيجان، بيلاروسيا، بلجيكا، البوسنة والهرسك، بلغاريا، كرواتيا، قبرص، جمهورية التشيك، الدنمارك، إستونيا، فنلندا ، فرنسا، ألمانيا، اليونان، المجر، أيسلندا، أيرلندا، إيطاليا، كازاخستان، لاتفيا، ليختنشتاين، ليتوانيا، لوكسمبورغ، مقدونيا، مالطا، الجبل الأسود، المغرب، هولندا، النرويج، بولندا، البرتغال، جمهورية مولدوفا، رومانيا، روسيا، صربيا، سلوفاكيا، سلوفينيا، إسبانيا، السويد، سويسرا، طاجيكستان، تونس، تركيا، أوكرانيا، المملكة المتحدة.

## القواعد
القواعد المتضمنة نقل البضائع الخطرة معقدة ومفصلة لكل طريقة نقل، مثل الطرق أو السكك الحديدية أو الممرات المائية الداخلية، مجموعة من القوانين الخاصة بها. هناك أيضًا مجموعات منفصلة من القوانين الخاصة بالنقل البحري والجوي. بالنسبة للعديد من عناصر النقل، تكون القوانين لكل وسيلة متشابهة أو متطابقة. تستند جميع مجموعات القوانين المختلفة إلى "توصيات بشأن نقل البضائع الخطرة- القوانين النموذجية"، والمعروفة باسم "الكتاب البرتقالي"، الصادرة عن لجنة خبراء الأمم المتحدة المعنية بنقل البضائع الخطرة ونظام التصنيف والوسم المنسق عالميًا.

## الواجبات
تشمل واجبات DGSA تقديم المشورة للمؤسسة المُعينة، وإعداد تقارير الحوادث، ومراقبة أنشطة المنظمة التي تتعامل مع البضائع الخطرة وإعداد تقرير سنوي.
لكي تصبح DGSA، عادةً يتم تدريب المرشح من قبل منظمة تدريب متخصصة، ثم إجراء امتحانات مختلفة. التأهيل يستمر خمس سنوات. هيئة الاختبارات في المملكة المتحدة هي هيئة المؤهلات الاسكتلندية.

## روابط خارجية
- "Dangerous Goods-HazMat Group" نسخة محفوظة 5 يناير 2013 at Archive.is ، وهي شبكة عالمية تستضيفها Yahoo لمناقشة قضايا البضائع الخطرة وتخزين المواد الخطرة ومعالجتها.